# بطريق سنار
بطريق سنار أو بطريق سنار المتوج (الاسم العلمي: Eudyptes robustus) هو بطريق من نيوزيلاندا. هذا النوع يُفرخ في جزر سنار، وهي أرخبيل يقع في الساحل الجنوبي للجزيرة الجنوبية. هو بطريق أصفر العُرف، يتراوح طوله من 50–70 سم والوزن من 2.5-4 كجم.